# Chiesa di Sant'Agostino (Castelfidardo)

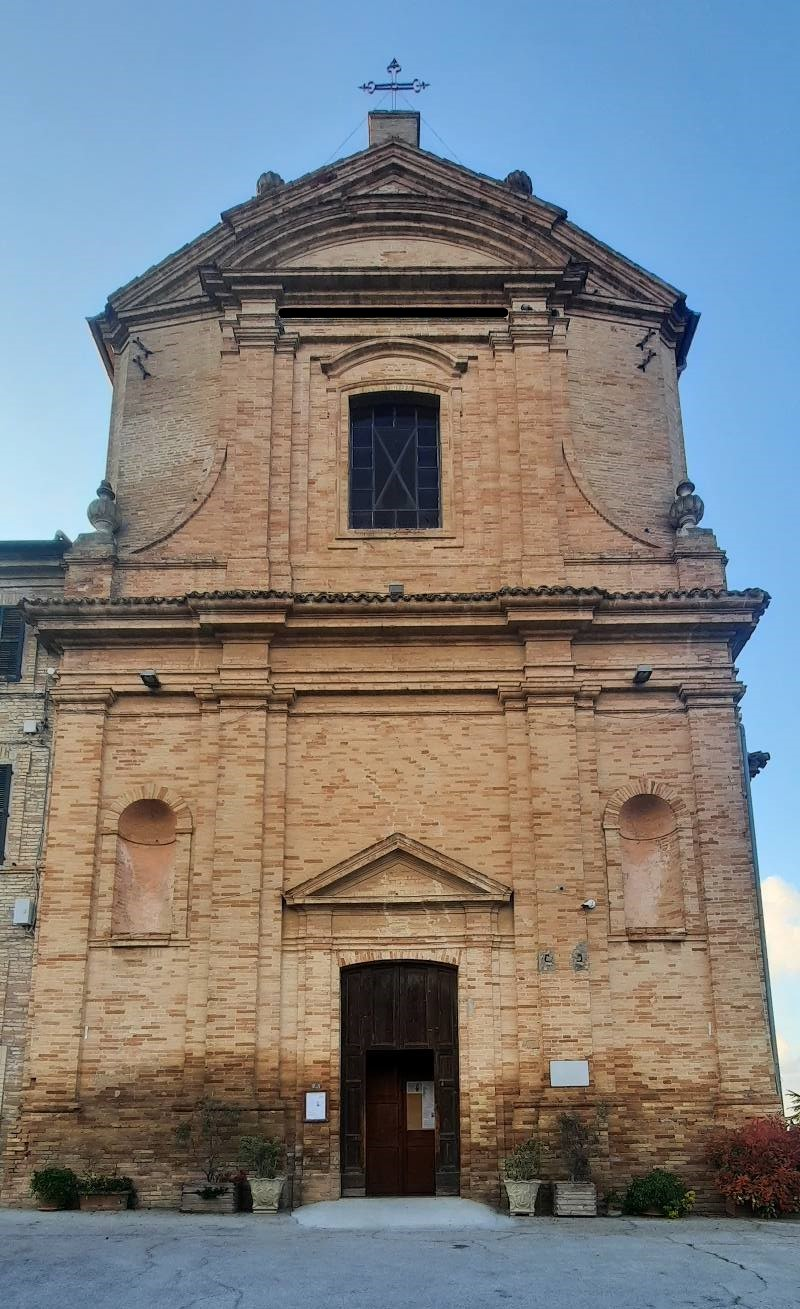
Facciata della chiesa.

La chiesa ed il convento di Sant'Agostino sono un complesso storico-religioso sito a Castelfidardo; nell'omonimo quartiere, su un'altura rafforzata da un centro murato. Si compone della chiesa parrocchiale e dell'adiacente convento, oggi adibito a canonica ed abitazione privata.

## Storia
I primi dati storici sulla costruzione della chiesa risalgono al 1491, a carico di Piersimone Puccetti Montemanno, e venne intitolata all'Annunciazione di Maria Vergine. Si presume sia stata eretta sulle rovine di un'altra: quella dell'Angelo. Intorno al 1501, fu chiesta l'autorizzazione per l'erezione di un convento accostato alla chiesa. Inizialmente abitato dai frati della Congregazione di fra Angelo da Clarino ai quali, nel 1511, si aggiunsero gli zoccolanti. Nel 1560 entrambi gli edifici furono lasciati in mano ai Padri Agostiniani, presenti a Castelfidardo già nel 1512 e ivi rimasti fino al 1991. Il 15 aprile 1571 iniziarono i lavori per la costruzione del nuovo edificio, sulle fondamenta della chiesa precedente. Per l'ordine di appartenenza dei Padri che l'officiavano, verrà da allora chiamata popolarmente Sant'Agostino. Verso la fine del XVIII secolo, il convento venne ricostruito e con esso la chiesa che assunse forme tardo barocche.
Una curiosità storica legata a questa chiesa è che fu presso di essa che il generale Cialdini, per sbarrare ai pontifici la strada per Ancona, pose il suo quartier generale nella notte del 17 settembre 1860 (data antecedente la Battaglia di Castelfidardo) dopo aver fatto rompere i ponti sui vicini fiumi Musone ed Aspio e fortificato le difese tra Castelfidardo e la frazione Crocette.
Nei primi anni duemila l'intero edificio ha versato in precarie condizioni di stabilità, che ne hanno richiesto un'urgente ristrutturazione. La chiesa ha subìto inoltre lesioni e lievi distacchi dal soffitto in seguito al Terremoto del Centro Italia, che l'hanno portata alla chiusura per inagibilità. È stata riaperta al culto nel marzo 2018.

## Descrizione
Chiesa e convento si presentano oggi come un unico edificio compatto, ma sbilanciato perché molto alto in confronto alle dimensioni non particolarmente eccelse. L'interno della chiesa è ad un'unica navata e si compone di quattro altari laterali e di altrettante nicchie, ospitanti le statue in gesso di quattro religiosi agostiniani. 
L'altare maggiore è in marmi policromi pregiati ed è sovrastato da sei grossi candelieri e da un bassorilievo rappresentante lo Spirito Santo. Nella pala si può ammirare un’Annunciazione; possibile richiamo all'originaria intitolazione della chiesa. Sopra di essa scultura di angeli in sostegno della SS. Trinità. 
Nella cantoria della controfacciata è ospitato l'organo. All'ingresso sulla sinistra si trova un pregevole crocifisso, conservato in una ottocentesca urna di vetro con ornamenti dell’epoca. Nel secondo altare laterale di sinistra è posizionato un ritratto del Sacro Cuore di Gesù.
Alla destra dell'altare maggiore trovano posto le statue di Sant'Agostino e Santa Rita da Cascia. Pur essendo titolata ad Agostino d'Ippona, la chiesa ha un certo culto anche per la santa di Roccaporena; con la tradizionale fiera nel mese di Maggio, durante i festeggiamenti per la ricorrenza della religiosa umbra.

## La tela della Madonna dei Lumi

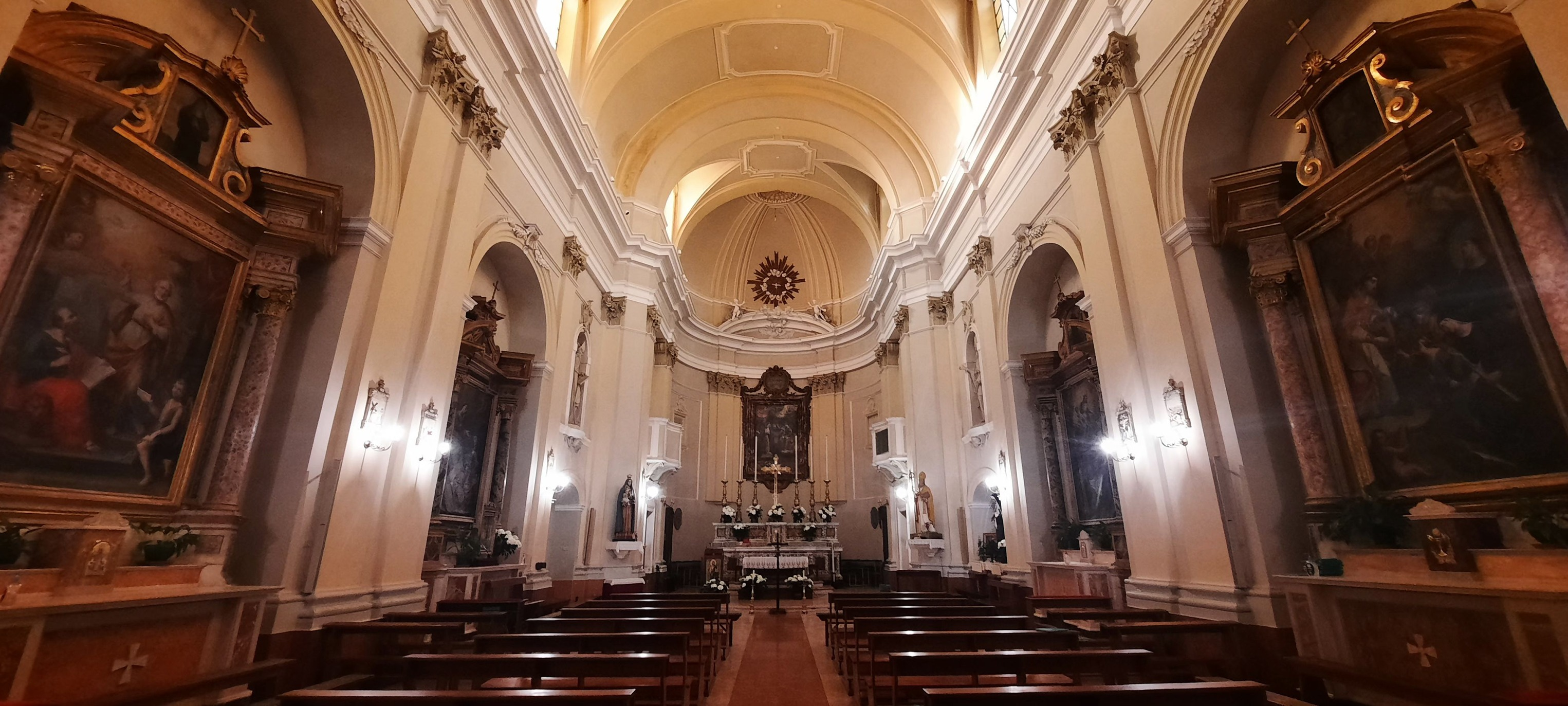
Interno della chiesa.

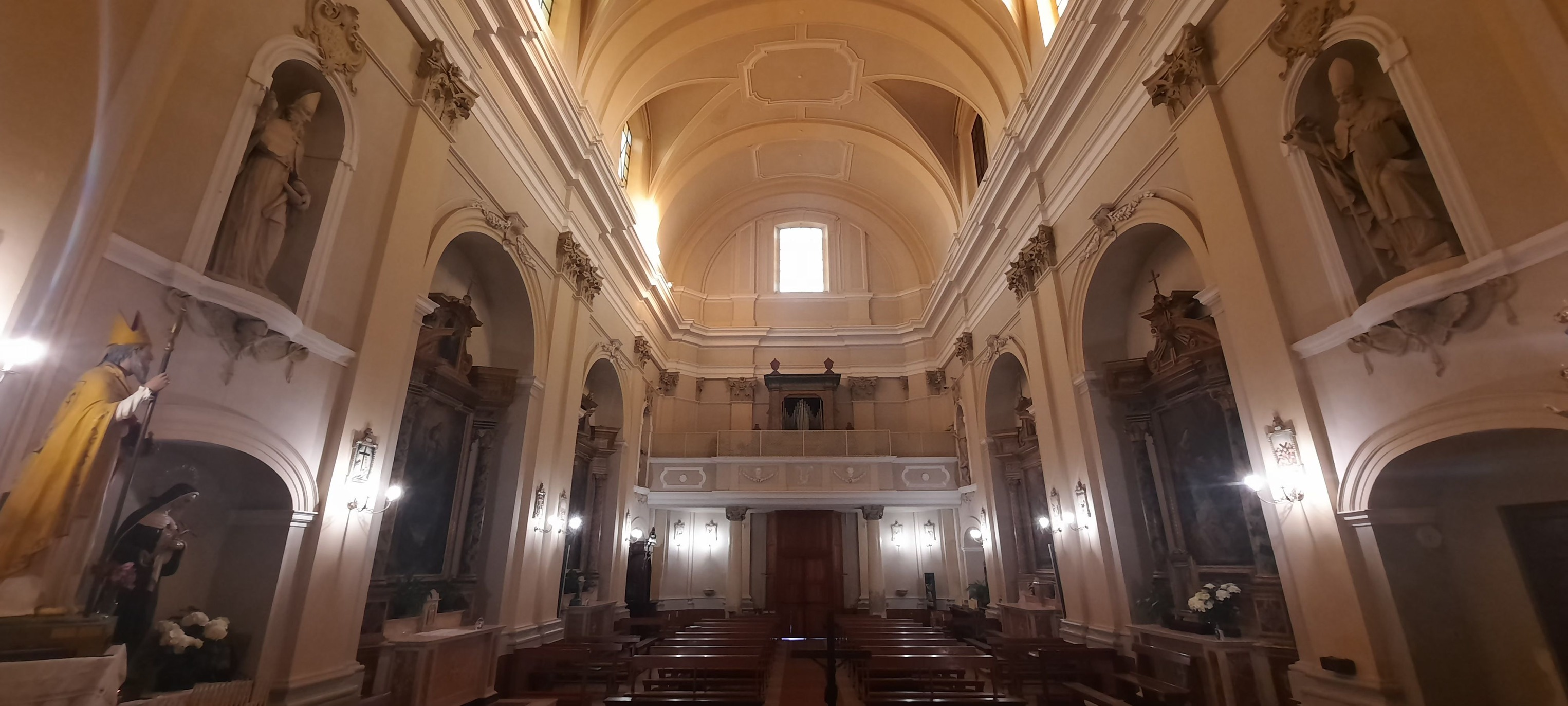
Controfacciata.

La tela raffigurante la Madonna dei Lumi viene esposta alla venerazione solo nel mese di maggio, perché legata al fioretto. Nella parte interna si trova un manoscritto del 1802 che ne attesta l'avvenuta esposizione nella Santa Casa di Loreto. La tela era anticamente venerata a Castelfidardo nella chiesa di Santa Maria dell'Olmo, fondata nel 1585 da Giovanni da Gradara e demolita nel dopoguerra. Si trovava ai piedi dell’attuale chiesa, dove ha inizio la tuttora presente via Montegrappa.